# Rubus conspersus
Rubus conspersus är en rosväxtart som beskrevs av William Charles Richard Watson. Rubus conspersus ingår i släktet rubusar, och familjen rosväxter. Inga underarter finns listade i Catalogue of Life.